# Eoanthidium pictipenne
Eoanthidium pictipenne är en biart som beskrevs av Pasteels 1972. Eoanthidium pictipenne ingår i släktet Eoanthidium och familjen buksamlarbin. Inga underarter finns listade i Catalogue of Life.